# NGC 1396
NGC 1396 (również PGC 13398 lub FCC 202) – galaktyka eliptyczna (E/SB0), znajdująca się w gwiazdozbiorze Pieca. Została odkryta 19 stycznia 1865 roku przez Juliusa Schmidta. Galaktyka ta należy do gromady w Piecu.